# Сіань
Сіа́нь (кит. 西安, піньїнь: Xī'ān) — місто в середній частині Китаю, адміністративний центр провінції Шеньсі. Розташоване на річці Вей 渭. Є одним з найвизначніших культурних та історичних центрів Китаю. Важливий індустріальний центр. Промисловість міста охоплює виробництво сталі, хімікатів, текстилів та електроніки.
У Сіані знаходяться багато пагод періоду Тан і відомий музей стел Бей Лінь 碑林.
Місто є однією з історичних столиць Китаю.
Місто існує більше 3100 років, деякий час було найбільшим (як за площею, так і за кількістю жителів) містом світу. Сіань — один з найбільш знаменних історичних та культурних центрів Китаю, протягом 13 династій був столицею Китаю, зокрема в періоди Чжоу, Цінь, Хань, Суй та Тан. Династичні столиці зазвичай розташовувалися в різних місцях на невеликому віддаленні від центру сучасного Сіаня.

## Історія
- Стосовно стародавньої історії Сіаня дивіться: Чан'ань.

Сіань був столицею династії Тан між 618 та 906 роками. Древня столиця приваблювала багатьох буддистських, мусульманських та християнських місіонерів. Після 1935 року Сіань був базою націоналістичної партії Ґоміньдан (кит.: 國民黨). У місті багато визначних місць, включно із зоопарком Сіань та його міським муром.

### Династія Чжоу
Місто стало культурним та індустріальним центром з моменту заснування династії Чжоу в XI столітті до н. е. Столиці царства Чжоу, Фен (кит.: 灃) і Хао (кит.: 鎬) знаходяться на незначній відстані від сучасного Сіаня на захід від міста.

## Населення
- Населення у 1957 році: 1 млн 310 тис. жителів.
- Населення агломерації Сіань 2000 року: 8 млн 252 тис. жителів.

## Уродженці міста
- Вей Янь — китайський художник часів династії Тан.

## Транспорт

### Громадський транспорт
В місті більше 200 автобусних маршрутів.

### Метро

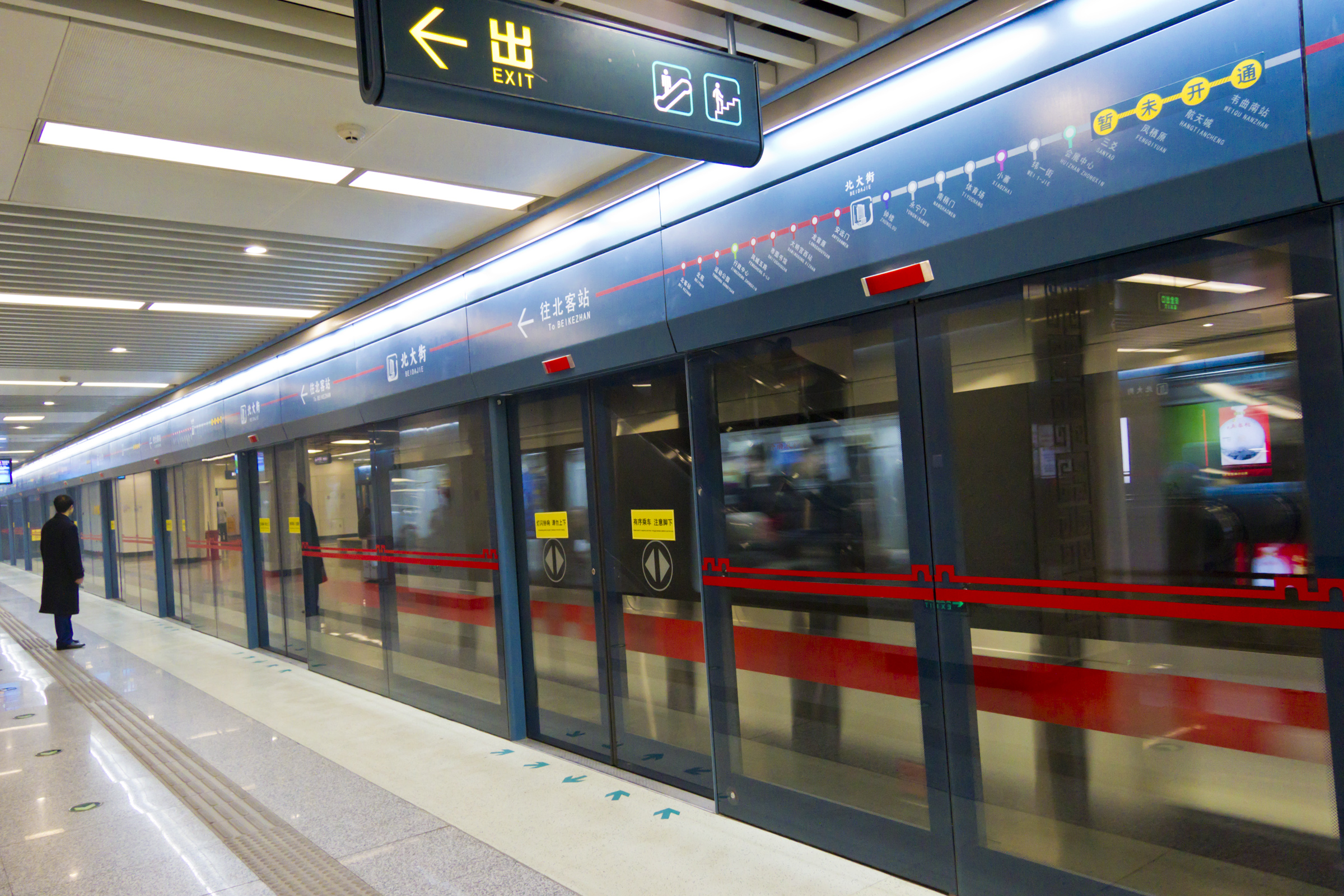
Сіаньський метрополітен відкрито у 2011 році.

Сіаньський метрополітен діє з вересня 2011 року.

### Залізниця
У Сіані 5 вокзалів, і будується шостий. Основним вважається Центральний вокзал.
В 2010 році була побудована високошвидкісна залізнична лінія протяжністю 456 км до міста Чженчжоу.

### Аеропорт
У передмісті (в 41 км на північному заході від центру Сіаня і за 13 км на північному сході від центру сусіднього міста Сяньян) розташований міжнародний аеропорт Сіань Сяньян, найбільший в регіоні. 2011 року аеропорт обслужив понад 21 мільйона пасажирів. Прямі рейси пов'язують його з усіма значними центрами Китаю та Азії. Щоб потрапити з аеропорту в центр міста, пасажири можуть скористатися маршрутними автобусами або таксі.

## Клімат
Сіань знаходиться в зоні помірного клімату. На клімат міста впливає східноазійський мусон. Згідно класифікації кліматів Кеппена місто розташоване на кордоні між семіаридним кліматом (BSk) і вологим субтропічним кліматом (Cwa). Для долини річки Вей характерні спекотне і вологе літо, холодна і суха зима. Більша частина опадів випадає з липня по кінець жовтня. Сніг іноді випадає взимку, але швидко тане. Пилові бурі часто спостерігаються в березні і квітні, коли повітря в місті швидко прогрівається. Влітку часто бувають короткі грози.
| Клімат Сіаню (1981–2010, екстремуми 1951–2013)                             | Клімат Сіаню (1981–2010, екстремуми 1951–2013) | Клімат Сіаню (1981–2010, екстремуми 1951–2013) | Клімат Сіаню (1981–2010, екстремуми 1951–2013) | Клімат Сіаню (1981–2010, екстремуми 1951–2013) | Клімат Сіаню (1981–2010, екстремуми 1951–2013) | Клімат Сіаню (1981–2010, екстремуми 1951–2013) | Клімат Сіаню (1981–2010, екстремуми 1951–2013) | Клімат Сіаню (1981–2010, екстремуми 1951–2013) | Клімат Сіаню (1981–2010, екстремуми 1951–2013) | Клімат Сіаню (1981–2010, екстремуми 1951–2013) | Клімат Сіаню (1981–2010, екстремуми 1951–2013) | Клімат Сіаню (1981–2010, екстремуми 1951–2013) | Клімат Сіаню (1981–2010, екстремуми 1951–2013) |
| Показник                                                                   | Січ.                                           | Лют.                                           | Бер.                                           | Квіт.                                          | Трав.                                          | Черв.                                          | Лип.                                           | Серп.                                          | Вер.                                           | Жовт.                                          | Лист.                                          | Груд.                                          | Рік                                            |
| Абсолютний максимум, °C                                                    | 17,0                                           | 24,1                                           | 31,3                                           | 34,9                                           | 38,6                                           | 41,8                                           | 41,0                                           | 40,0                                           | 38,5                                           | 34,1                                           | 24,5                                           | 21,6                                           | 41,8                                           |
| Середній максимум, °C                                                      | 5,1                                            | 8,9                                            | 14,4                                           | 21,5                                           | 26,6                                           | 31,4                                           | 32,4                                           | 30,3                                           | 25,6                                           | 19,3                                           | 12,4                                           | 6,3                                            | 19,5                                           |
| Середня температура, °C                                                    | 0,3                                            | 3,6                                            | 8,7                                            | 15,4                                           | 20,5                                           | 25,3                                           | 27,0                                           | 25,1                                           | 20,3                                           | 14,1                                           | 7,2                                            | 1,5                                            | 14,1                                           |
| Середній мінімум, °C                                                       | −3,3                                           | −0,4                                           | 4,1                                            | 10,3                                           | 15,1                                           | 19,9                                           | 22,3                                           | 21,0                                           | 16,5                                           | 10,2                                           | 3,2                                            | −2,2                                           | 9,7                                            |
| Абсолютний мінімум, °C                                                     | −20,6                                          | −18,7                                          | −7,6                                           | −4                                             | 3,5                                            | 9,2                                            | 15,1                                           | 12,1                                           | 4,8                                            | −1,9                                           | −16,8                                          | −19,3                                          | −20,6                                          |
| Середня кількість сонячних годин на місяць                                 | 88,4                                           | 96,1                                           | 116,6                                          | 142,8                                          | 169,5                                          | 179,7                                          | 181,1                                          | 168,1                                          | 121,0                                          | 98,9                                           | 92,4                                           | 81,0                                           | 1,535,6                                        |
| Норма опадів, мм                                                           | 6.7                                            | 9.8                                            | 27.1                                           | 37.5                                           | 54.9                                           | 64.5                                           | 97.5                                           | 78.6                                           | 94.1                                           | 61.7                                           | 21.5                                           | 7.3                                            | 561.2                                          |
| Днів з опадами                                                             | 3,4                                            | 4,0                                            | 6,4                                            | 7,8                                            | 8,2                                            | 8,8                                            | 9,9                                            | 10,0                                           | 11,6                                           | 9,9                                            | 5,5                                            | 3,6                                            | 89,1                                           |
| Вологість повітря, %                                                       | 65                                             | 62                                             | 64                                             | 64                                             | 65                                             | 61                                             | 68                                             | 75                                             | 77                                             | 76                                             | 73                                             | 68                                             | 68                                             |
| -------------------------------------------------------------------------- | ---------------------------------------------- | ---------------------------------------------- | ---------------------------------------------- | ---------------------------------------------- | ---------------------------------------------- | ---------------------------------------------- | ---------------------------------------------- | ---------------------------------------------- | ---------------------------------------------- | ---------------------------------------------- | ---------------------------------------------- | ---------------------------------------------- | ---------------------------------------------- |
| Джерело: China Meteorological Administration, all-time extreme temperature |                                                |                                                |                                                |                                                |                                                |                                                |                                                |                                                |                                                |                                                |                                                |                                                |                                                |

## Див. також

Сіань
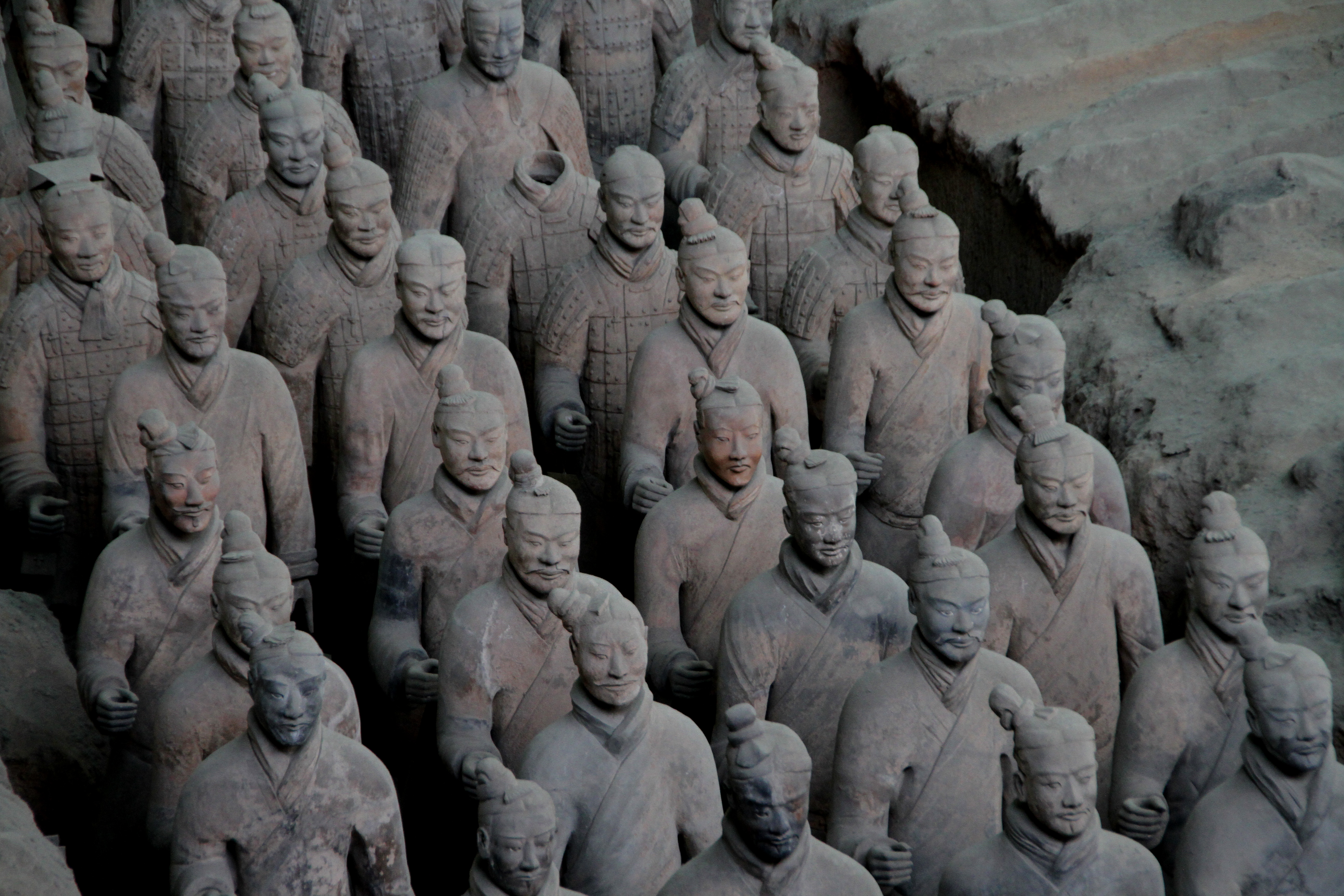
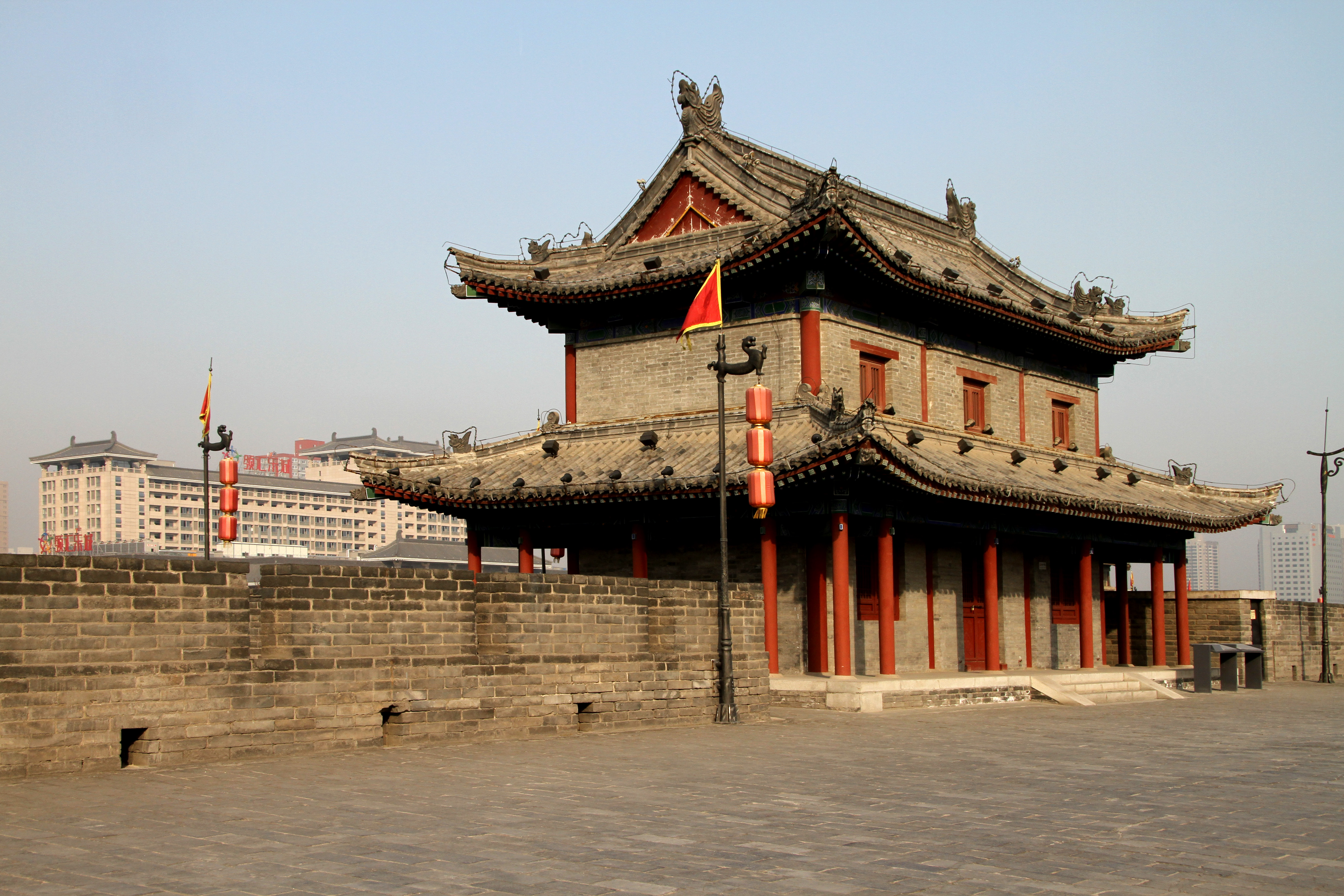
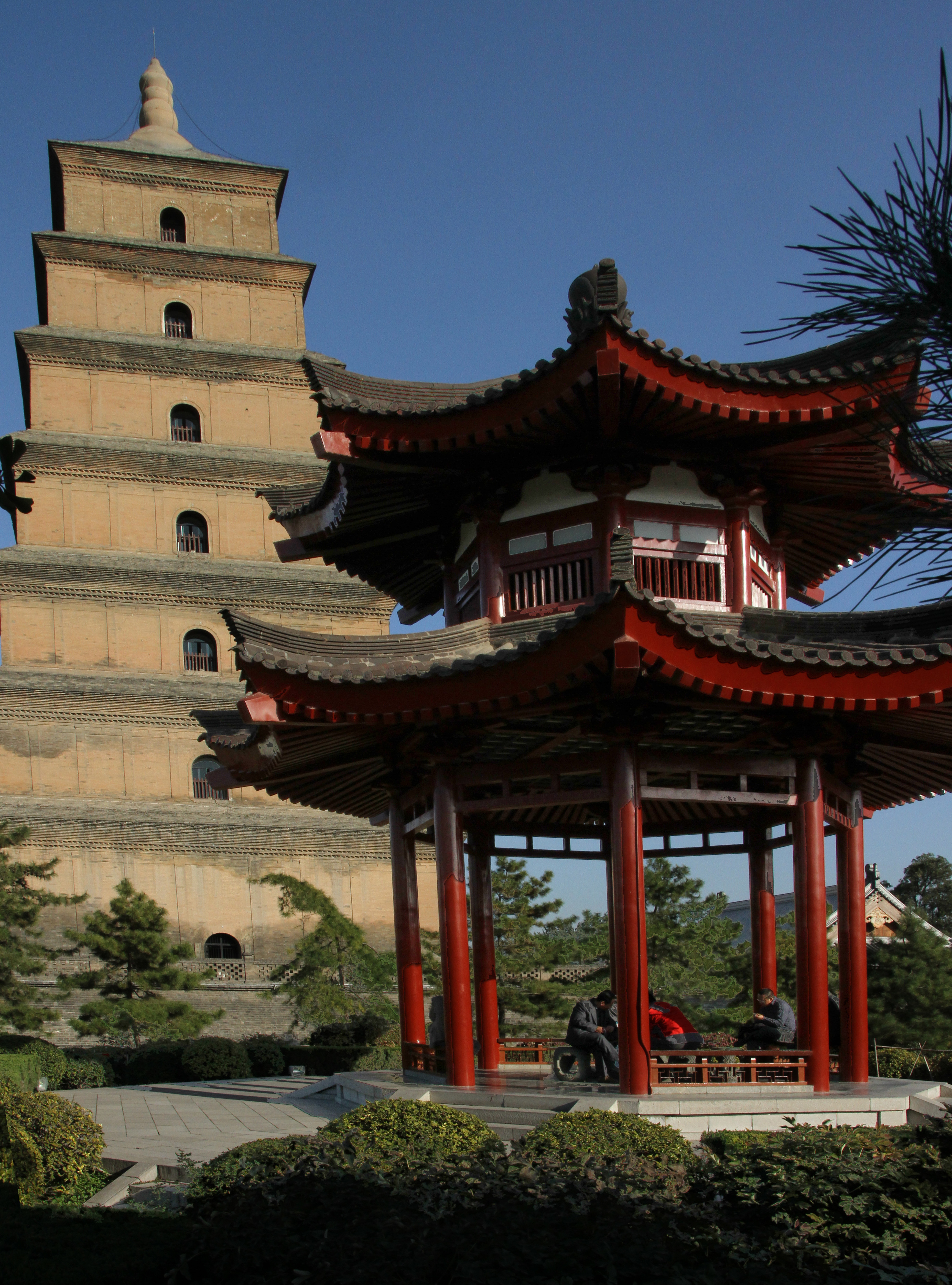
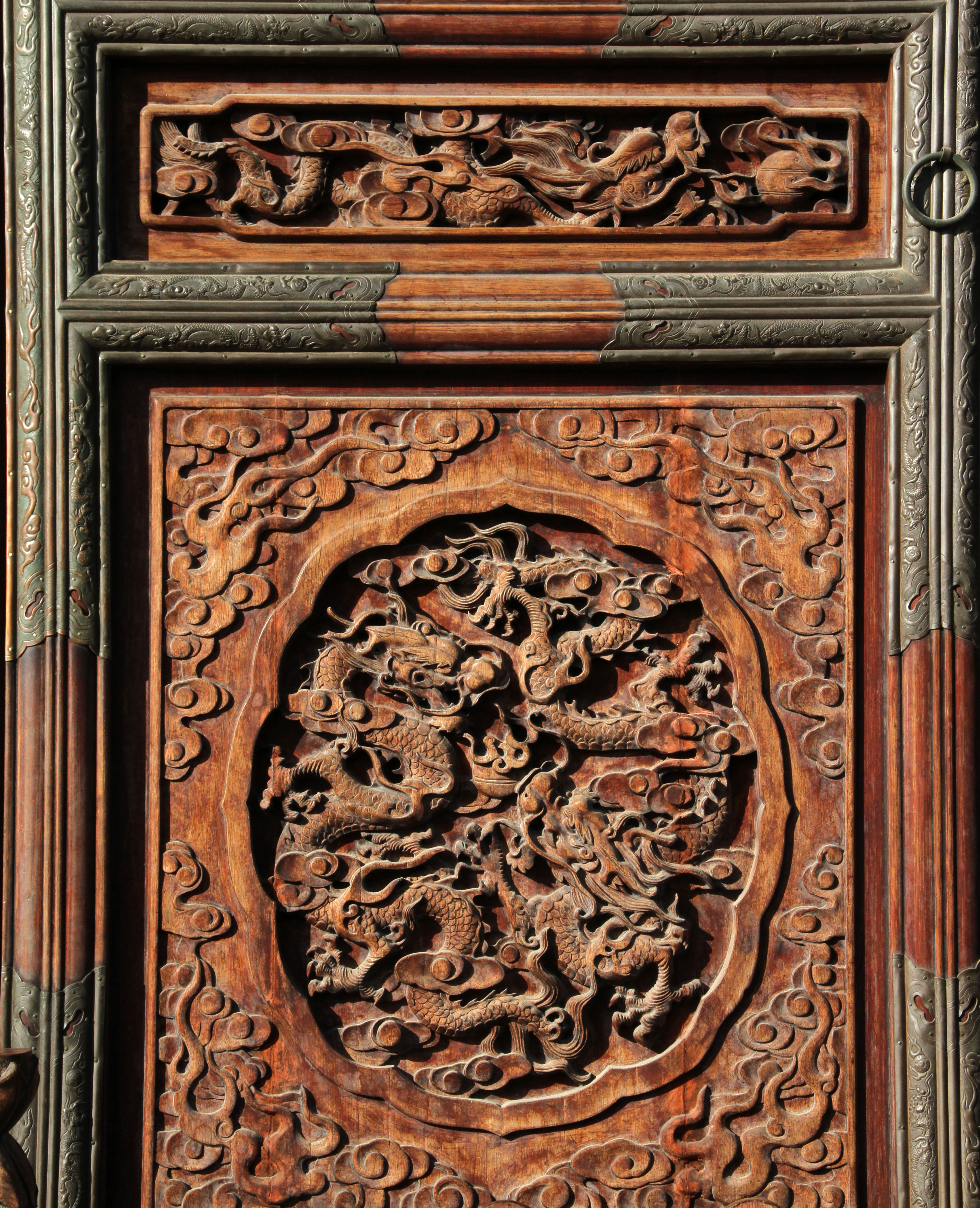
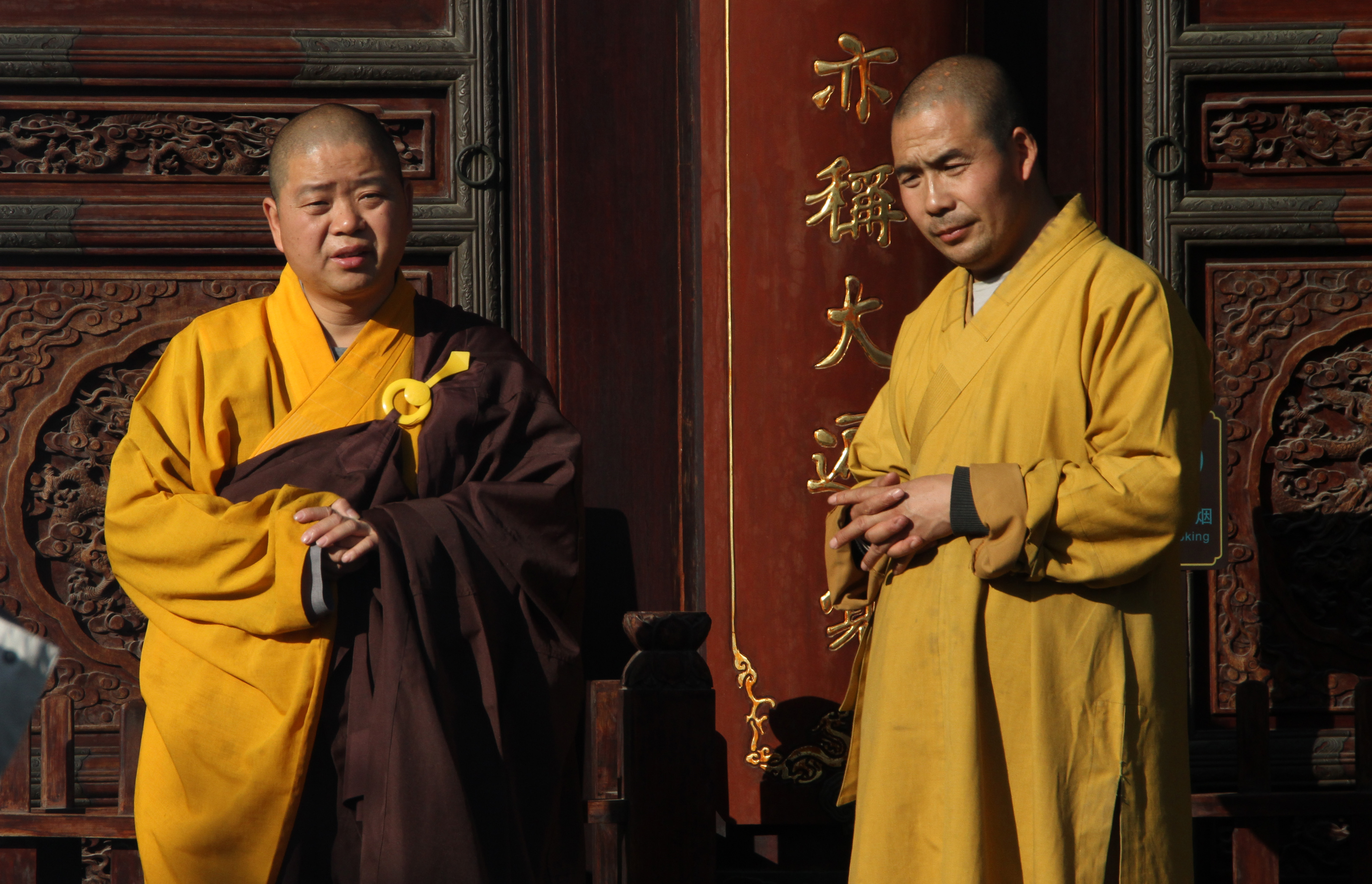
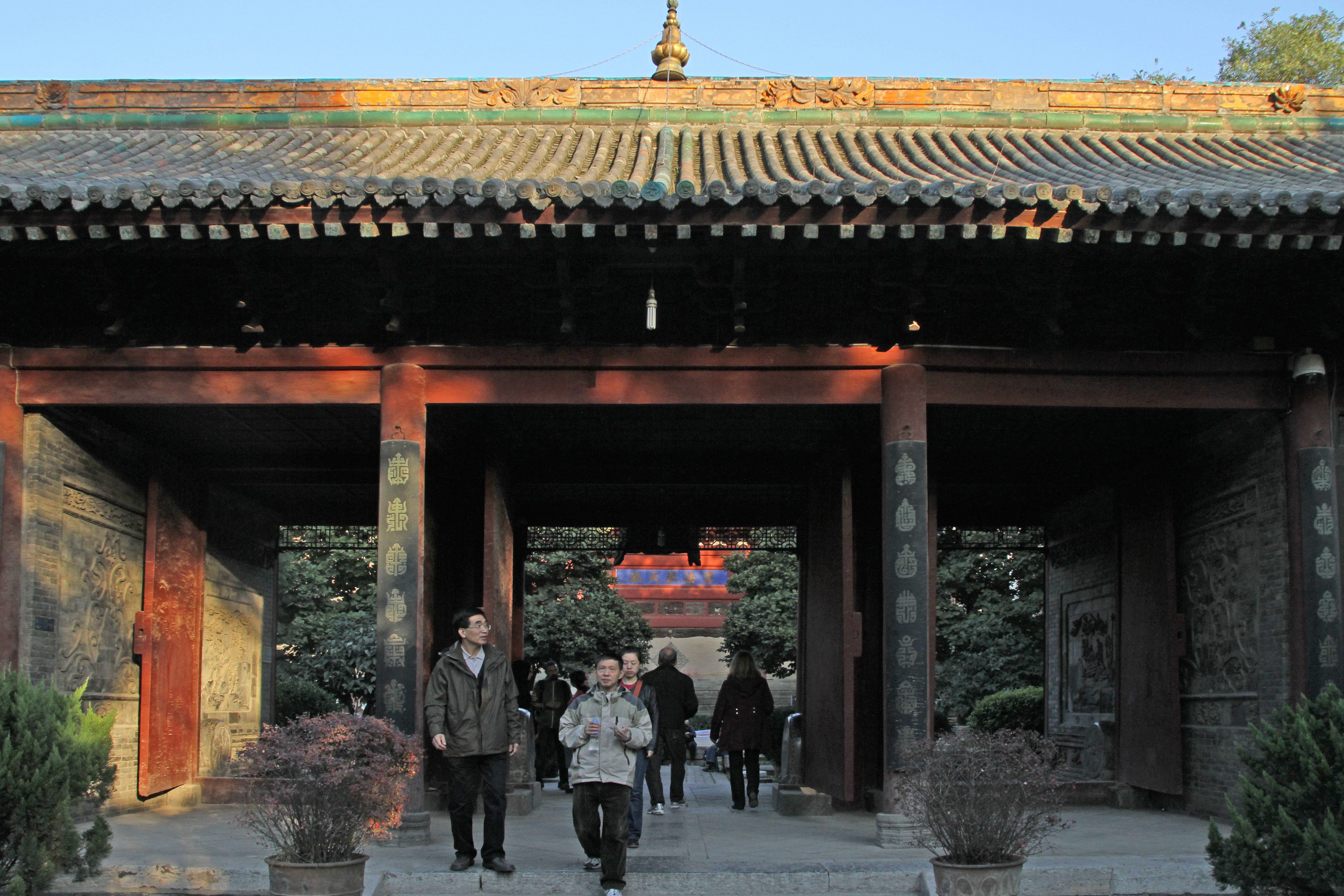
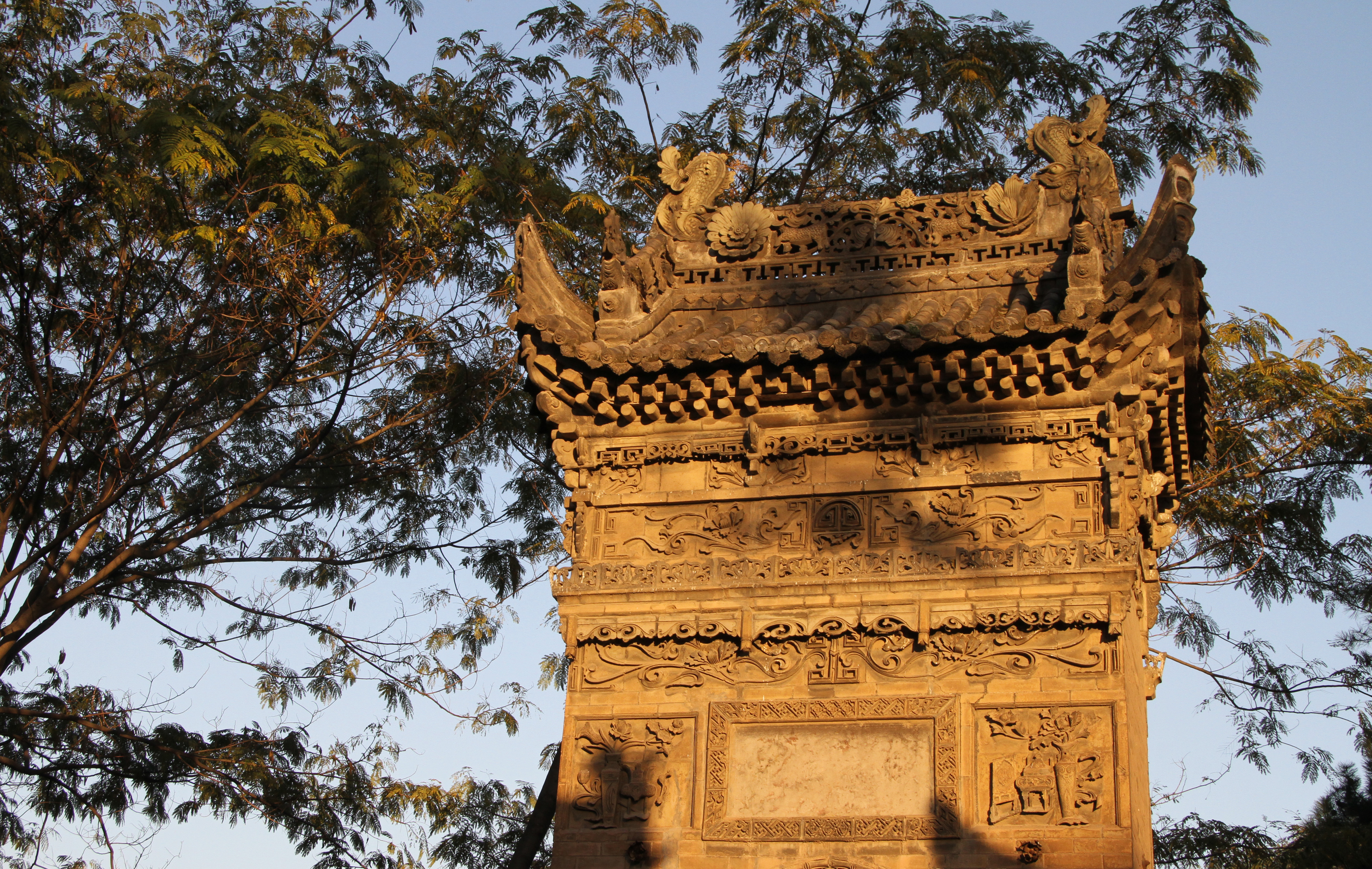
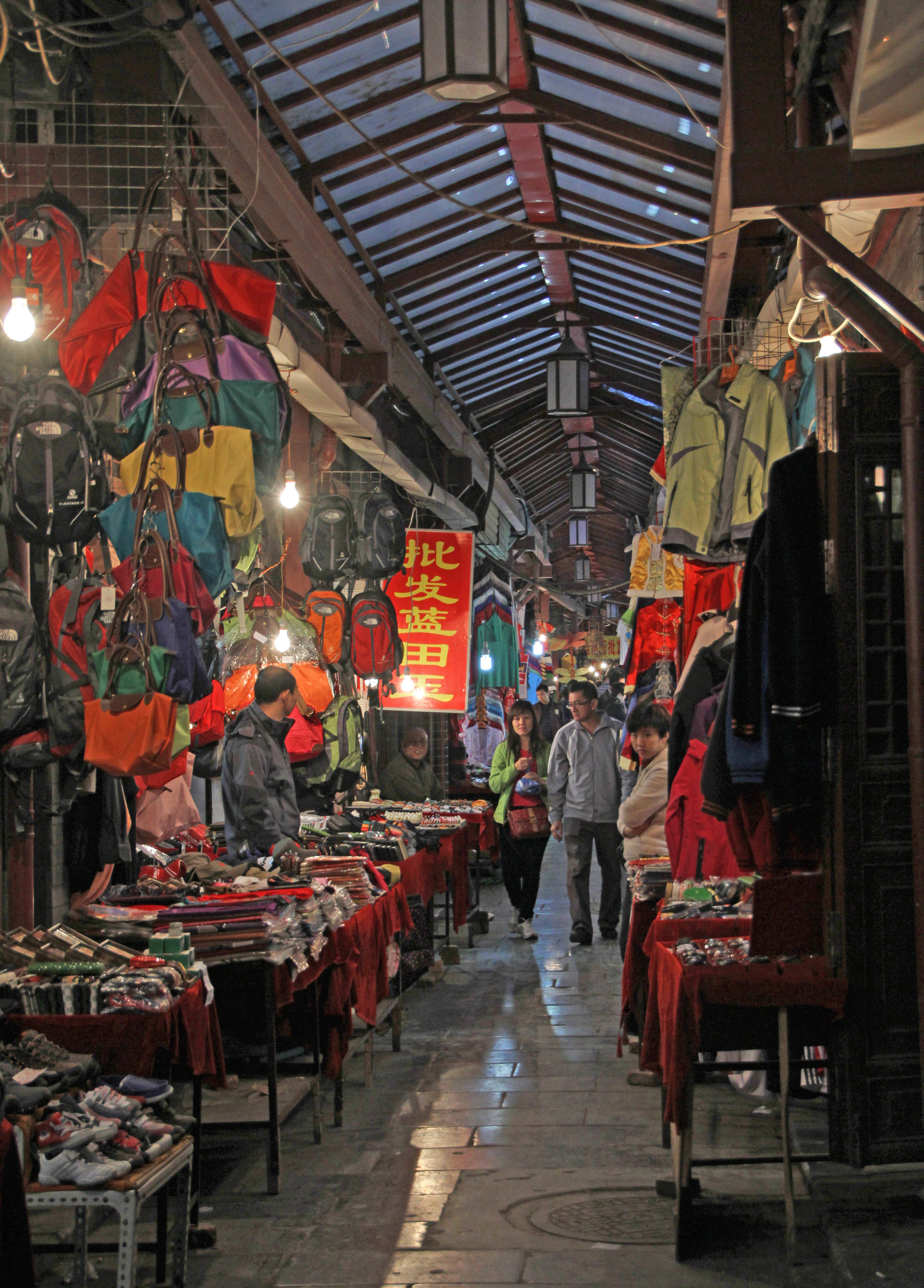
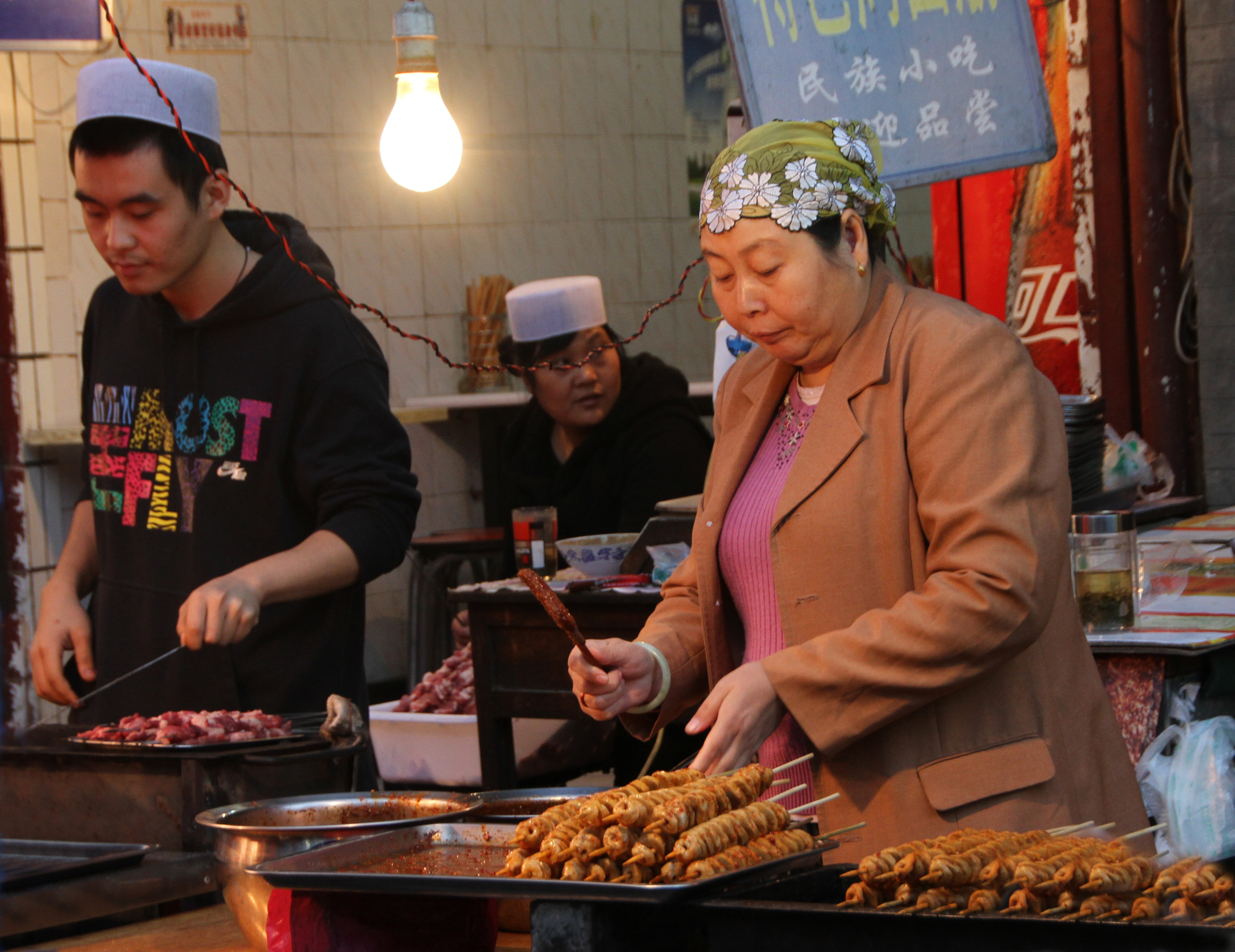